# Elusa inventa
Elusa inventa là một loài bướm đêm trong họ Noctuidae.